# Seltisberg
Seltisberg (schweizerdeutsch: Sältischberg [ˈsæld̥iʃb̥ə̆ɾg̥]) ist eine politische Gemeinde im Bezirk Liestal des Kantons Basel-Landschaft in der Schweiz.

## Geographie

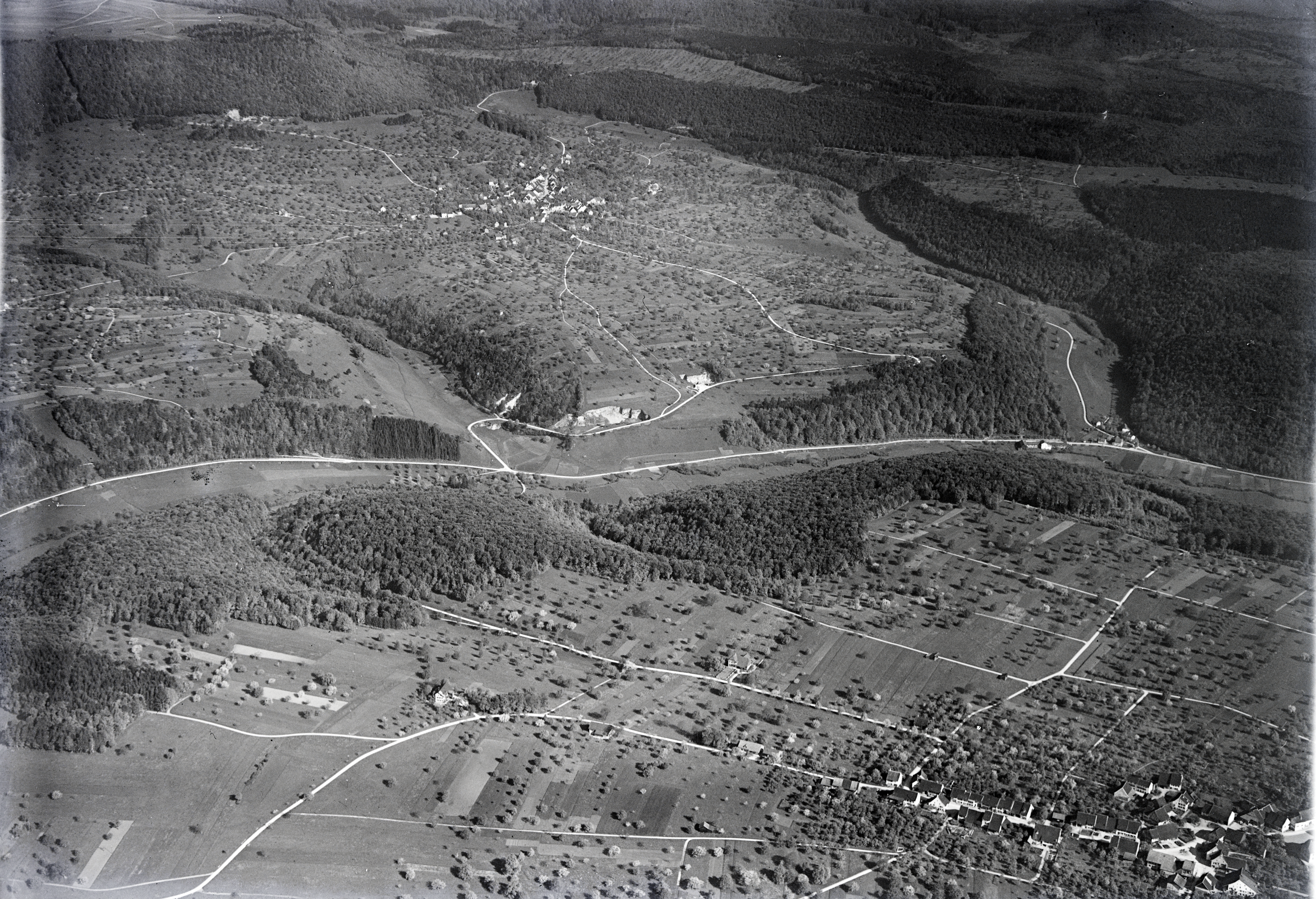
Historisches Luftbild aus 900 m von Walter Mittelholzer von 1930

Seltisberg liegt auf einem Hochplateau auf 491 m ü. M. zwischen dem Oristal und dem Tal der Hinteren Frenke. Von den 356 ha Dorfbann sind 132 Hektaren Wald (Stand: 2014/15).
Zu den Nachbargemeinden zählen (von Norden im Uhrzeigersinn) Liestal, Bubendorf, Lupsingen und Nuglar-St. Pantaleon (Kanton Solothurn).

## Politik
Der Gemeinderat (Exekutive) besteht aus fünf Stimmberechtigten. Gemeindepräsident (2024–2028) ist Tobias Grieder (Stand 2025).
Bei den Schweizer Parlamentswahlen 2023 betrugen die Wähleranteile in Seltisberg: SVP 26,9 % (2019 25,7 %), SP 22,2 % (17,8 %), FDP 17,2 % (18,3 %), Grüne 12,1 % (22,5 %), Mitte 8,1 % (6,5 %), glp 6,8 % (4,9 %), EVP 3,5 % (4,3 %), EDU 1,1 % (–).

## Geschichte
Archäologische Funde belegen, dass das Gebiet von Seltisberg bereits in der Steinzeit besiedelt war. Es ist gesichert, dass die Römer hier einen Gutshof hatten. 1194 wurde Seltisberg erstmals urkundlich erwähnt: als «Selboldisperch». Das Dorf gehörte damals den Frohburgern. 1305 gelangte es an den Bischof und 1400 an die Stadt Basel. 1803 wurde Seltisberg dem Bezirk Liestal zugeteilt. 1855 wurde die Gemeinde aufgrund von unreinem Trinkwasser von einer Choleraepidemie heimgesucht.

## Öffentlicher Verkehr
Die Autobus AG Liestal verbindet Seltisberg mit den Nachbargemeinden. Am Bahnhof Liestal besteht Anschluss nach Basel sowie Olten.
- 72 Lupsingen – Seltisberg – Liestal, Bahnhof – Hersberg – Arisdorf – Giebenach – Kaiseraugst – Augst

## Wappen
Seit 1944 hat Seltisberg ein offizielles Wappen. Es ist durch einen horizontalen Strich in zwei Hälften geteilt. Im oberen Bereich ist eine silberne Erdbeerblüte mit goldener Mitte und grünen Blättern auf rotem Grund abgebildet. Die untere Hälfte ist weiss. Die Erdbeerblüte erinnert an den früheren Spitznamen der Seltisberger: «Ärbeerischnitzer» (Erdbeerschnitzer). Das Wappen ähnelt sehr demjenigen des im Kanton Bern gelegenen Seftigen. Sie unterscheiden sich nur durch die Teilung in der Mitte und die Erdbeerblüte.

## Persönlichkeiten
- Jakob Erzberger (1843–1920), Missionar und Prediger der Siebenten-Tags-Adventisten
- René Rhinow (* 1942), Jurist, alt Ständerat (FDP), ehemaliger Präsident Schweizerisches Rotes Kreuz (SRK)
- Johann Jakob Schäfer (1749–1823), Müller, Geometer, Wasserbaumeister, Politiker